# Adieu clarté d'été
Pour plus de détails, voir Fiche technique et Distribution.
Adieu clarté d'été (さらば夏の光, Saraba natsu no hikari) est un film japonais de Yoshishige Yoshida sorti en 1968.

## Synopsis
À l'aube d'une carrière universitaire, l'architecte Kawamura passe des vacances en Europe. À Lisbonne, il lie connaissance avec Naoko Toba, une importatrice d'objets d'art. Profondément ébranlée par la disparition de ses parents lors du bombardement de la ville de Nagasaki, Naoko mène une vie d'apatride après avoir volontairement oublié son pays d'origine. Kawamura est, pour sa part, hanté par la vision d'un dessin de cathédrale entrevu à Nagasaki des années auparavant. Retrouver la cathédrale représentée dans ce croquis est, sans doute, la motivation principale de son voyage européen…

## Fiche technique
- Titre du film : Adieu clarté d'été
- Titre original : さらば夏の光 (Saraba natsu no hikari?)
- Réalisation : Yoshishige Yoshida
- Scénario : Masahiro Yamada, Ryūsei Hasegawa et Yoshishige Yoshida
- Photographie : Yūji Okumura - Couleurs
- Musique : Toshi Ichiyanagi
- Montage : Saki Nagase
- Production : Shinji Soshizaki pour Genda Eigasha
- Format : Couleurs - 1,85:1 - Format 35 mm
- Durée : 92 minutes
- Pays d'origine :  Japon
- Sortie : 31 décembre 1968

## Distribution
- Mariko Okada : Naoko Toba
- Tadashi Yokouchi : Makoto Kawamura
- Paul Beauvais : Robert Fitzgerald
- Hélène Soubielle : Mary Fitzgerald